# Großsteingrab Dolchau
Das Großsteingrab Dolchau war eine megalithische Grabanlage der jungsteinzeitlichen Tiefstichkeramikkultur auf dem Gebiet des Ortsteils Dolchau der heutigen Stadt Kalbe (Milde) im Altmarkkreis Salzwedel in Sachsen-Anhalt. Es wurde erstmals 1751 von Johann Christoph und Bernhard Ludwig Bekmann in ihrer Historische[n] Beschreibung der Chur und Mark Brandenburg beschrieben und abgebildet. Im 18. oder 19. Jahrhundert wurde das Grab vollständig abgetragen. Eduard Krause und Otto Schoetensack konnten bei ihrer Aufnahme der altmärkischen Großsteingräber in den 1890er Jahren keine Reste mehr ausmachen.

## Beschreibung
Die Anlage gehörte entweder zum Typ der Großdolmen oder der Ganggräber. und war auf einer natürlichen Erhebung, dem Dolchauer Berg östlich von Dolchau, errichtet worden. Die Grabkammer wies mehrere Decksteine auf, deren Größter die Maße 4,6 m × 3,0 m × 1,3 m besaß und damit noch um einiges größer war als der Deckstein des Großsteingrabes Stöckheim, der heute der größte noch erhaltene Deckstein der altmärkischen Gräber ist. Das Grab besaß eine ovale steinerne Umfassung mit den Ausmaßen 30 m zu 22,5 m.